# Roze berkenrussula
De roze berkenrussula (Russula betularum) is een schimmel behorend tot de familie Russulaceae. Hij vormt 1960 mycorrhiza met voornamelijk berken (Betula), zeer zelden bij eiken (Quercus), beuk (Fagus sylvatica), dennen (Pinus) en sparren (Picea).

## Kenmerken

### Uiterlijke kenmerken
Hoed
De hoed is eerst convex, dan gespreid en uiteindelijk ingedeukt naarmate deze zich ontwikkelt. De diameter is 2 tot 5 cm en de hoedhuid kan volledig worden verwijderd. De kleur van de hoed varieert van wit tot lichtroze tot dieproze en kan zelfs lichtbruin zijn. Vaak is de hoed witachtig met een lichtroze tint en een okergeel bleek centrum. Met de leeftijd is de hoedrand een beetje hobbelig.
Lamellen
De bijna bolvormige lamellen zijn wit en staan vrij ver uit elkaar. Soms hebben ze een crèmekleurige glans.
Steel
De witte steel is meestal langer dan de diameter van de hoed. Het is cilindrisch of licht knotsvormig en teer. Als het erg nat is, kan het een beetje grijs worden, zoals natte sneeuw, maar verder is het min of meer onveranderlijk.
Geur en smaak
Het vlees is wit en smaakt erg heet. De russula ruikt vergelijkbaar met de Russula emetica, maar de geur is meestal zwakker. Met ijzersulfaat kleurt het vruchtvlees roze-oranje, de guaiac-reactie is langzaam en zwak positief.
Sporenprint
De sporenprint is zuiver wit (Ia volgens Romagnesi).

### Microscopische kenmerken
De sporen zijn eivormig, 8 tot 10 µm lang en 7,5 tot 8 µm breed met talloze 0,5 tot 0,7 µm hoge, conisch puntige wratten. Deze zijn gedeeltelijk verbonden door fijne lijntjes en vormen een goed ontwikkeld maar onvolledig netwerk.
Pileocystidia in de cuticula zijn cilindrisch tot sterk knotsvormig en 0-2 maal gesepteerd. De basidia hebben vier sporen, ze zijn (32) 44 tot 55 µm lang en 11 tot 14,5 µm breed.

## Verspreiding

Europees verspreidingsgebied

De roze berkenrussula is waargenomen in Noord- en Midden-Amerika (VS, Canada, Costa Rica en Mexico), in Azië (Japan en Noord- en Zuid-Korea) en Europa. In Europa is hij vooral wijdverbreid in Verenigd Koninkrijk en Zweden.
In Nederland komt hij zeer algemeen voor. Hij staat niet op de rode lijst en is niet bedreigd.